# Jiří Družecký
Jiří Družecký, conosciuto anche come Georg Druschetzky o  con i cognomi Druzechi, Držecky e Truschetzki (Jemníky, 7 aprile 1745 – Budapest, 21 giugno 1819), è stato un compositore ceco.

## Biografia
Jiří Družecký nacque a Jemníky, vicino a Pchery, in Boemia Centrale. Studiò oboe a Dresda e successivamente, nel 1762, entrò come granatiere del 50º reggimento di fanteria stazionato dapprima a Eger e successivamente a Vienna (dal 1763), a Enns (1764), a Linz (1771 ca.) e infine a Braunau (1775). Dal 1768 al 1775 fu musicista del reggimento e verso la fine del suo servizio militare vi divenne Kapellmeister (maestro di cappella). La sua prima composizione nota è una sinfonia in sol maggiore che fu composta a Linz nel 1770, città dove pubblicò un Concertino in sol maggiore di František Xaver Dušek. Nel 1783 circa si recò a Vienna, dove fu membro della Tonkünstler-Societät. Nel 1786 o nel 1787 entrò al servizio del conte Anton Grassalkovics a Presburgo (ora Bratislava) come compositore e direttore di una banda di fiati. Dopo la morte del conte, nel 1794 fu attivo presso il cardinale Battyány a Pest e nella dimora estiva di Rechnitz. A partire dal 1802 direttore musicale e compositore dell'ottetto di fiati dell'arciduca Giuseppe Antonio Giovanni a Budapest.

## Considerazioni sull'artista
Jiří Družecký scrisse un gran quantitativo di musica, soprattutto strumentale. Le sue composizioni presentano un linguaggio musicale leggermente anacronistico, in quanto si rifanno allo stile del primo classicismo. Tuttavia la sua musica (soprattutto quella per gli strumenti a fiati) è caratterizzata da inusuali sonorità e dalla presenza di passaggi audaci concertanti.

## Composizioni

### Musica orchestrale
- 27 sinfonie
- Concerto per violino
- Concerto per viola
- 2 concerti per oboe
- 2 concerti per clarinetto
- Concerto per corno di bassetto
- 2 concerti per timpani
- Concerto per oboe e timpani
- Concerto per fortepiano
- 2 fantasie

### Musica da camera
- 150 ca. partite e serenate a 5-9 per fiati
- 32 pezzi per fiati (3 per corno di bassetto)
- Varie marce, ottetti, variazioni, arrangiamenti per fiati
- Serenata per violino, viola, violoncello, contrabbasso, oboe, clarinetto, corno e fagotto
- 2 quintetti per archi
- Quintetto per oboe, 2 violini, viola e violoncello
- Quintetto per corno, violino, 2 viole e violoncello
- 47 quartetti per archi
- 16 quartetti per oboe, violino, viola e violoncello
- 6 quartetti per corno di bassetto, violino, viola e violoncello
- Quartetto per corno inglese, violino, viola e violoncello
- Variazioni per flauto e violoncello
- 6 sonate per violino e basso continuo, op.1
- Sonata per mandolino e basso continuo
- Contraddanza per fortepiano
- Divertimento per clavicembalo

### Musica per il teatro e sacra
- Zemira (opera)
- Mechmet (opera)
- Andromeda und Perseus (musica di scena, perduta)
- Inkle und Yariko (balletto, perduto)
- 9 messe
- 2 mottetti
- 5 graduali
- 1 Benedictus
- 1 Gloria
- 7 offertori
- 3 Te Deum
- 2 Libera me
- 2 Tantum ergo